# Wybory prezydenckie na Litwie w 2004 roku

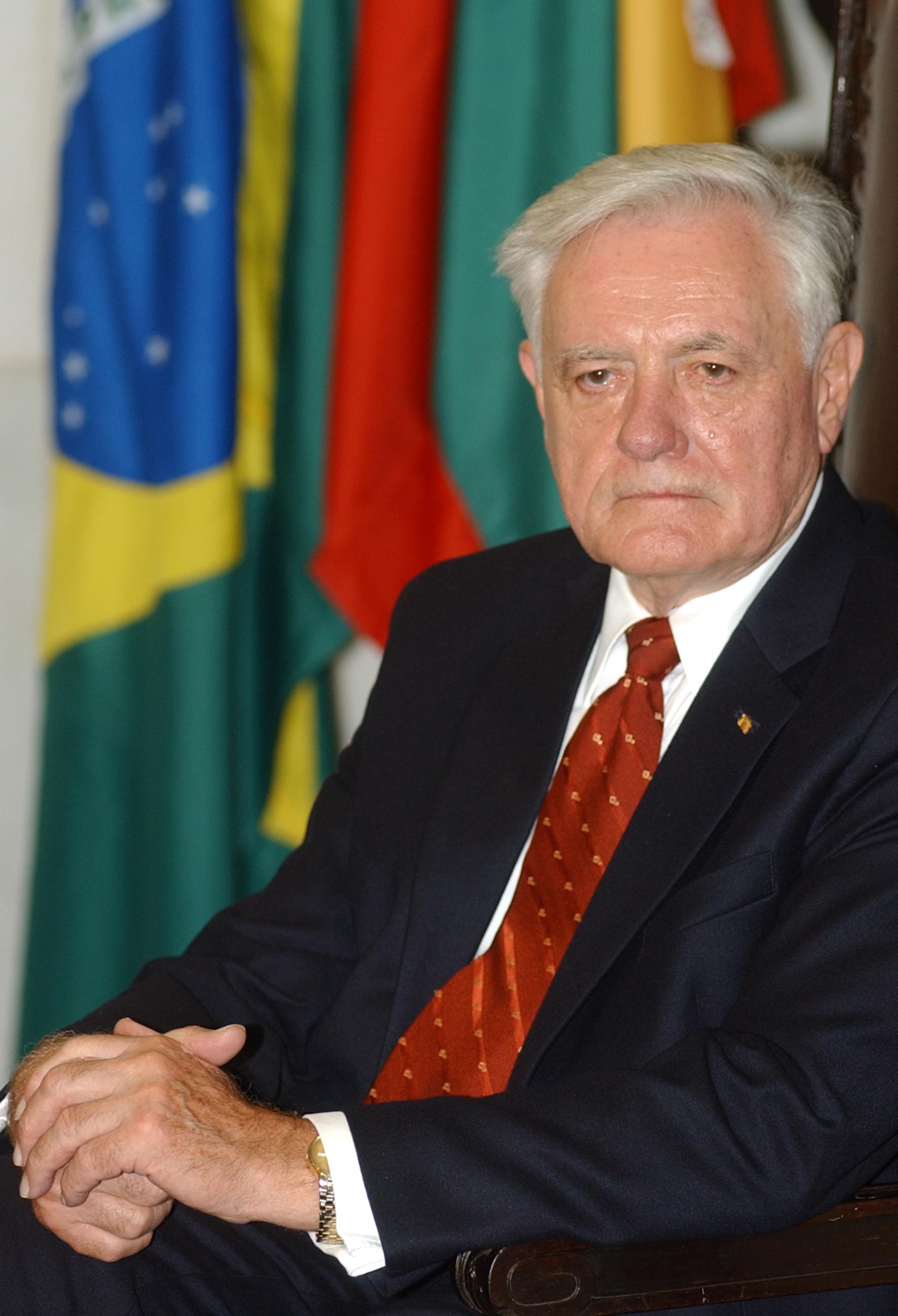

Wybory prezydenckie na Litwie w 2004 roku odbyły się w dwóch turach: 13 i 27 czerwca 2004. Zakończyły się zwycięstwem Valdasa Adamkusa. Wybory zostały przeprowadzone po usunięciu ze stanowiska prezydenta Rolandasa Paksasa w trybie impeachmentu. Formalnie zamiar kandydowania zgłosiło 10 osób (w tym odwołany prezydent), ostatecznie zostało zarejestrowanych 5 osób.

## Wyniki

### I tura
| Kandydat             | Partia                                       | Głosy     | %      |
| -------------------- | -------------------------------------------- | --------- | ------ |
| Valdas Adamkus       | bezpartyjny                                  | 387 837   | 31,14% |
| Kazimiera Prunskienė | Związek Partii Chłopskiej i Nowej Demokracji | 264 681   | 21,25% |
| Petras Auštrevičius  | bezpartyjny                                  | 240 413   | 19,30% |
| Vilija Blinkevičiūtė | Nowy Związek (Socjalliberałowie)             | 204 819   | 16,45% |
| Česlovas Juršėnas    | Litewska Partia Socjaldemokratyczna          | 147 610   | 11,85% |
| Razem                | Razem                                        | 1 245 360 | 100%   |

### II tura
| Kandydat             | Partia                                       | Głosy     | %      |
| -------------------- | -------------------------------------------- | --------- | ------ |
| Valdas Adamkus       | bezpartyjny                                  | 723 891   | 52,65% |
| Kazimiera Prunskienė | Związek Partii Chłopskiej i Nowej Demokracji | 651 024   | 47,35% |
| Razem                | Razem                                        | 1 374 915 | 100%   |